# Parque Gasset (Ciudad Real)
El parque Gasset es un parque de 90 000 m² localizado en Ciudad Real (Castilla-La Mancha, España). Se trata del parque más antiguo de toda la ciudad

## Localización
En un principio en las afueras, actualmente se encuentra prácticamente en el centro de la ciudad, aunque en la zona sur de la misma.
La entrada es libre y gratuita.

## Historia

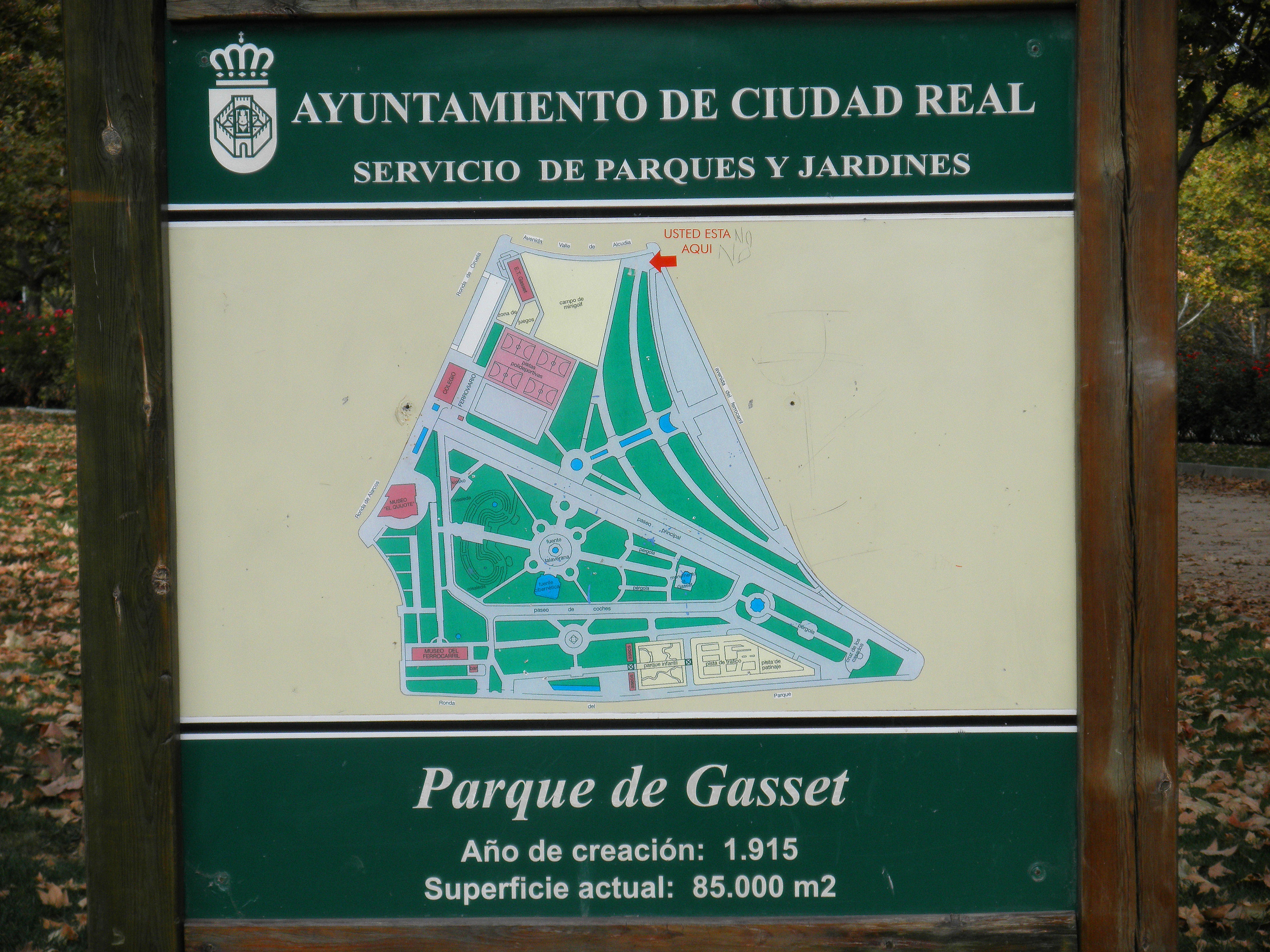
Plano del parque

El parque Gasset fue inaugurado en el año 1915 en terrenos cedidos por el Juan Manuel Treviño y Aranguren, al lado de la antigua estación de tren. 
En la década de 1920 se inauguró la fuente de la Talaverana, realizada como toda la decoración del parque en cerámica de Talavera de la Reina. 

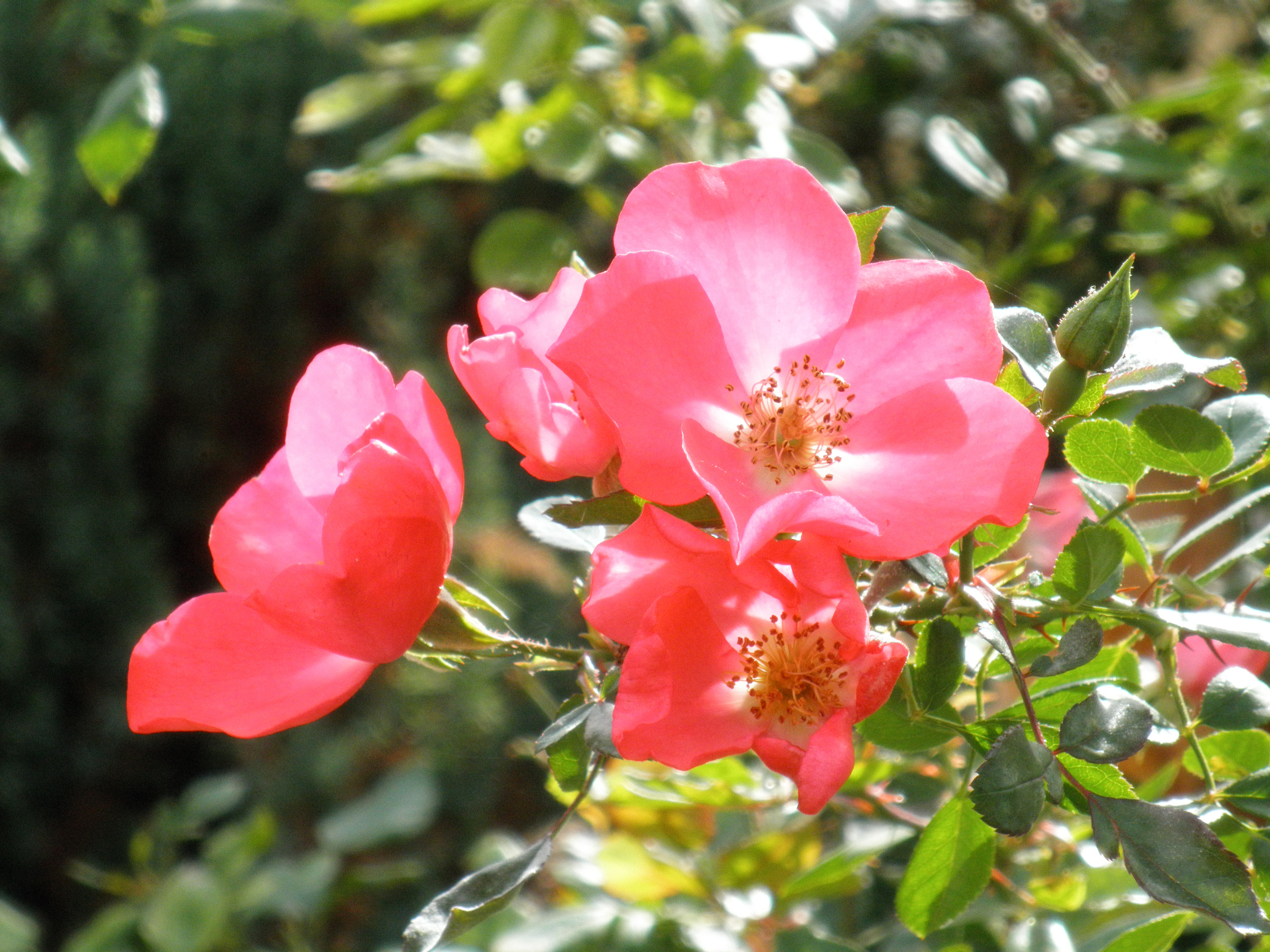
Rosa gallica

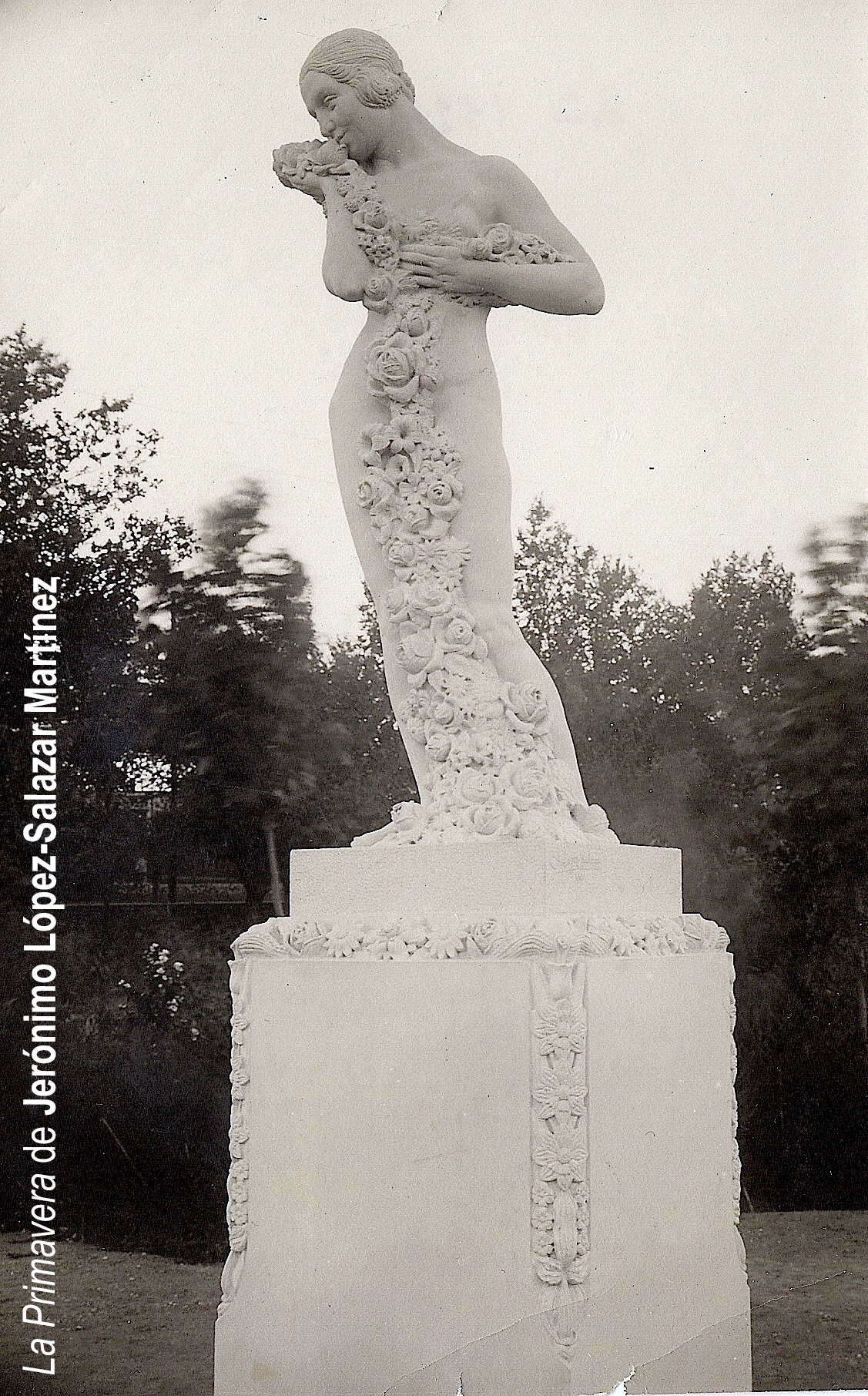
La primavera, escultura de Jerónimo López-Salazar Martínez

En el año 1933, se erigió la escultura de Rafael Gasset Chinchilla diputado por Ciudad Real, que fue el que trajo el agua a Ciudad Real a través del Pantano de Gasset, dándole el nombre al parque.
A lo largo de la década de 1930 se instalaron la estatua del Cura de los Bichos y la biblioteca pública del parque. También está la fuente más antigua de Ciudad Real, la antigua fuente de Hernán Pérez del Pulgar antes situada en la Plaza del Pilar. 
En el extremo sur del parque se encuentra la Cruz de los Casados, una cruz humilladero del siglo XV reconstruida varias veces, que conmemora la historia romántica y trágica de una pareja de enamorados del siglo XV, Sancho y Blanca, de Ciudad Real y Miguelturra, que murieron por casarse, ya que sus padres eran enemigos y prefirieron matarlos cuando ellos huían para casarse en secreto.
Con una superficie de 90 000 metros cuadros tras la última ampliación del año 2000 con los terrenos de vías del antiguo ferrocarril. Dispone de paseos, pérgolas, plazas, rosaledas.
Su diseño es formal y contemporáneo. No cuenta con una estructura homogénea, ya que ha tenido diversas ampliaciones y reformas que no tuvieron en cuenta la idea original de su diseño.
Alberga diversas especies de árboles y arbustos, tanto autóctonos como aclimatados, e incluso de otra latitudes (clima atlántico, tropical, desértico, etc…).

Detalles de la fuente talaverana
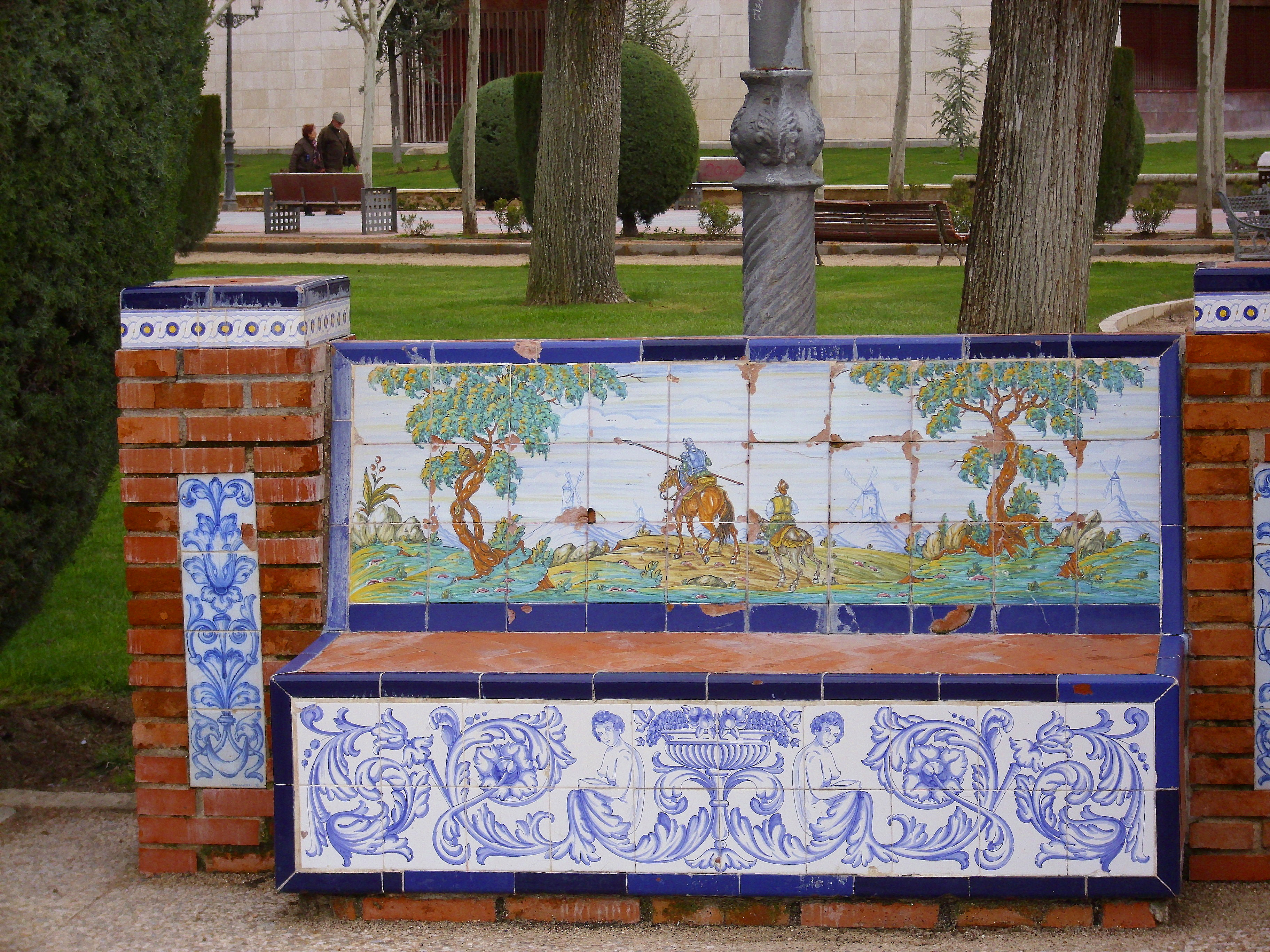
Bancada de cerámica de Talavera
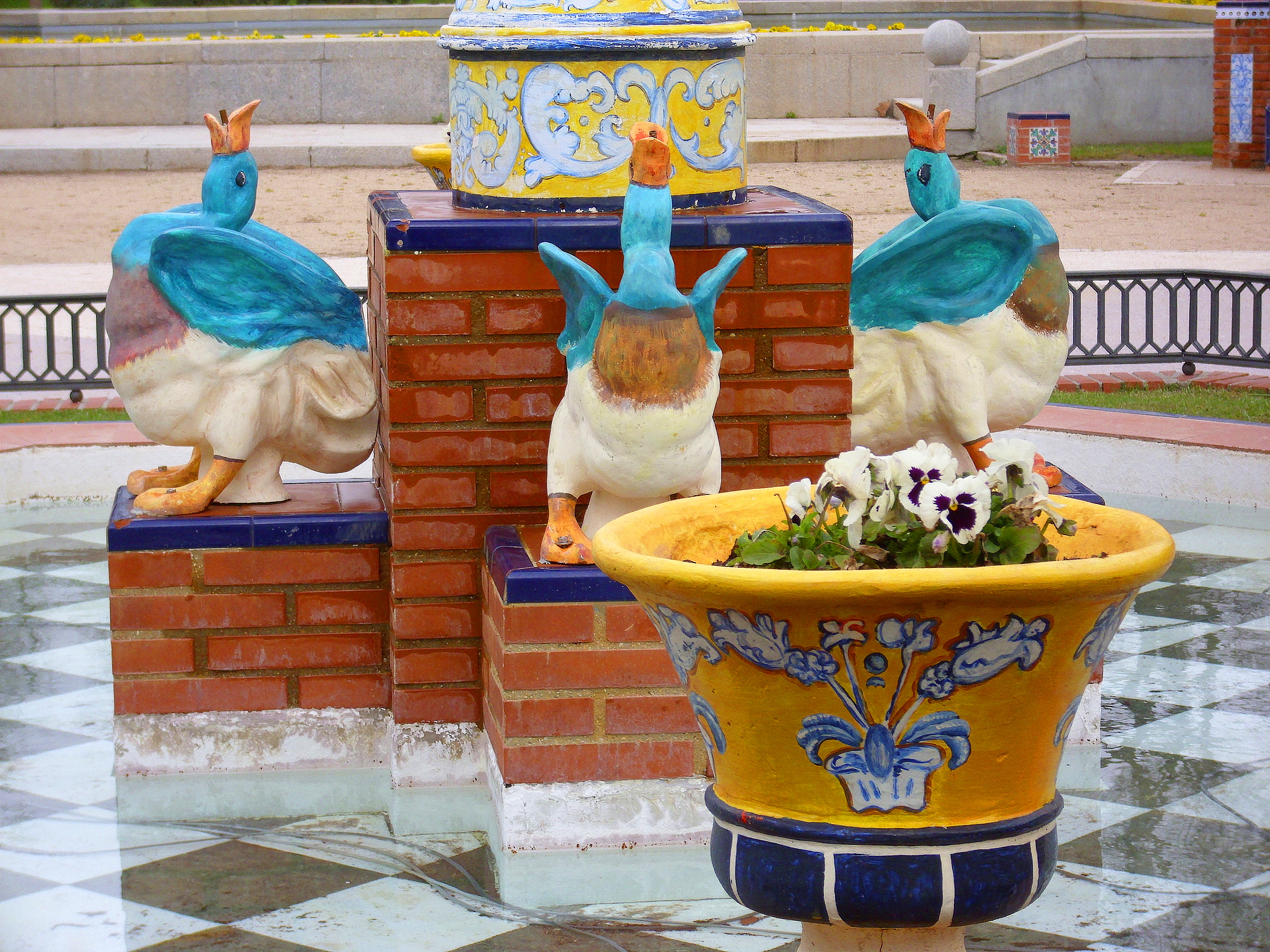
Ocas
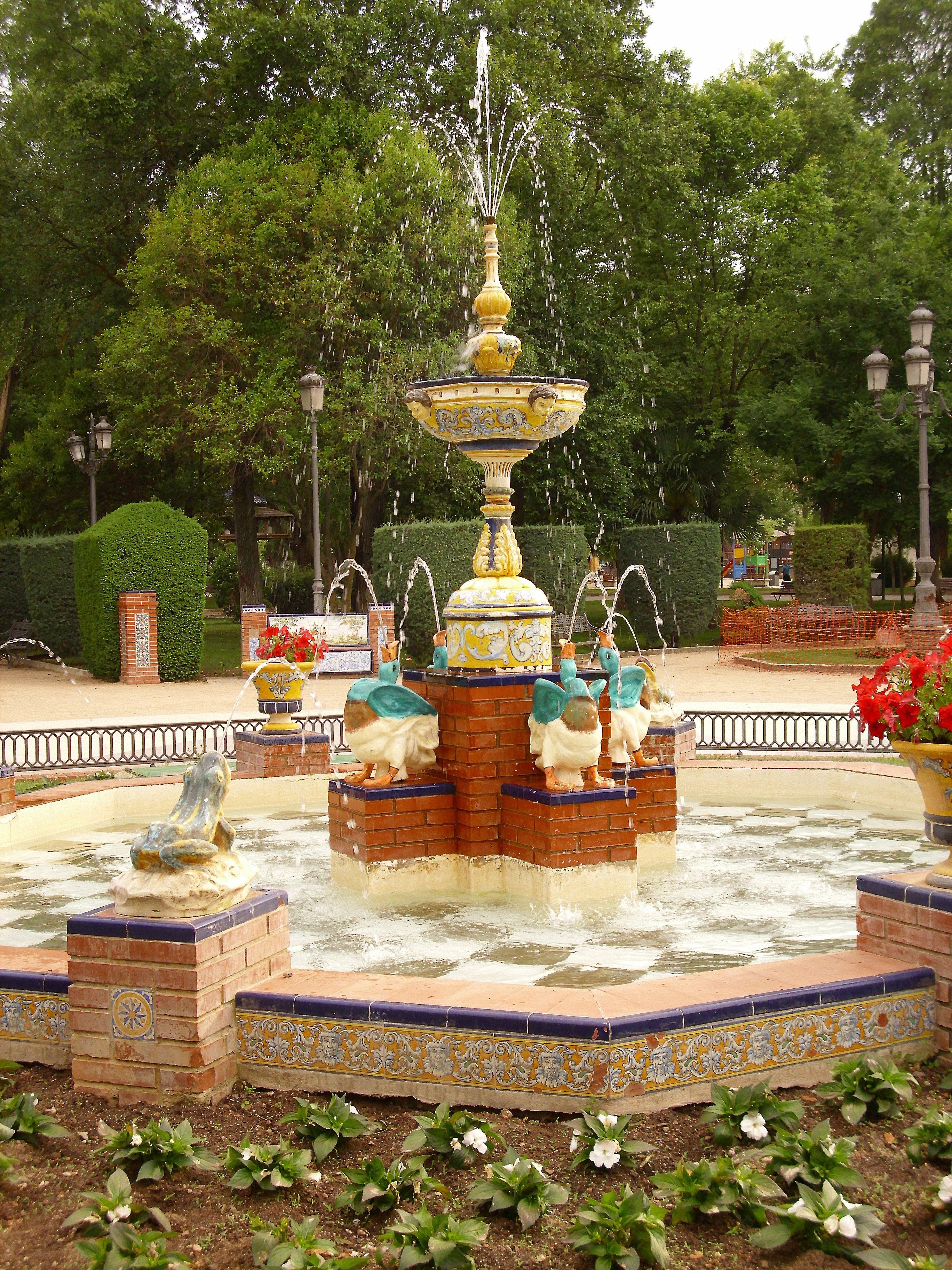
Fuente talaverana
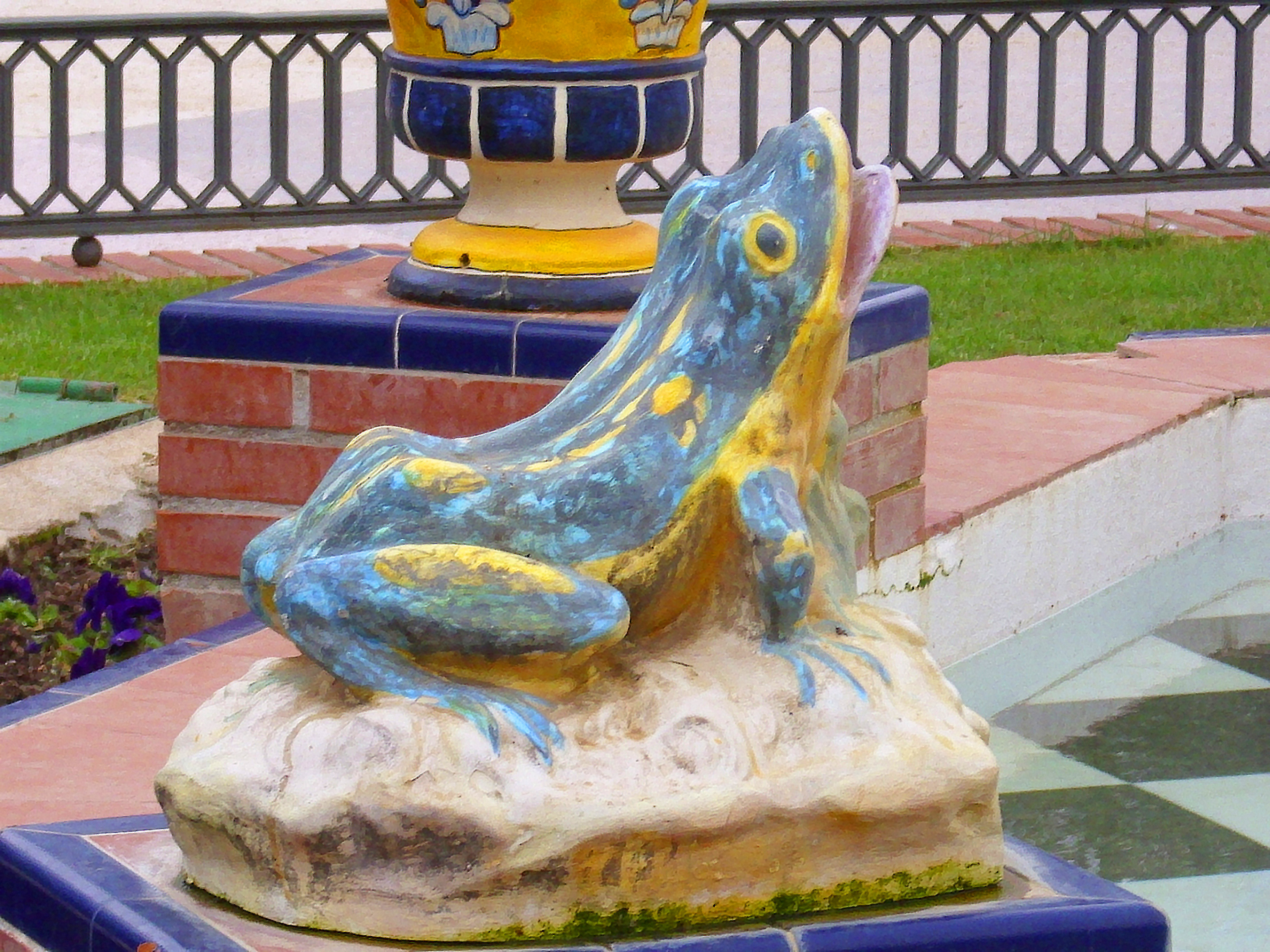
Rana
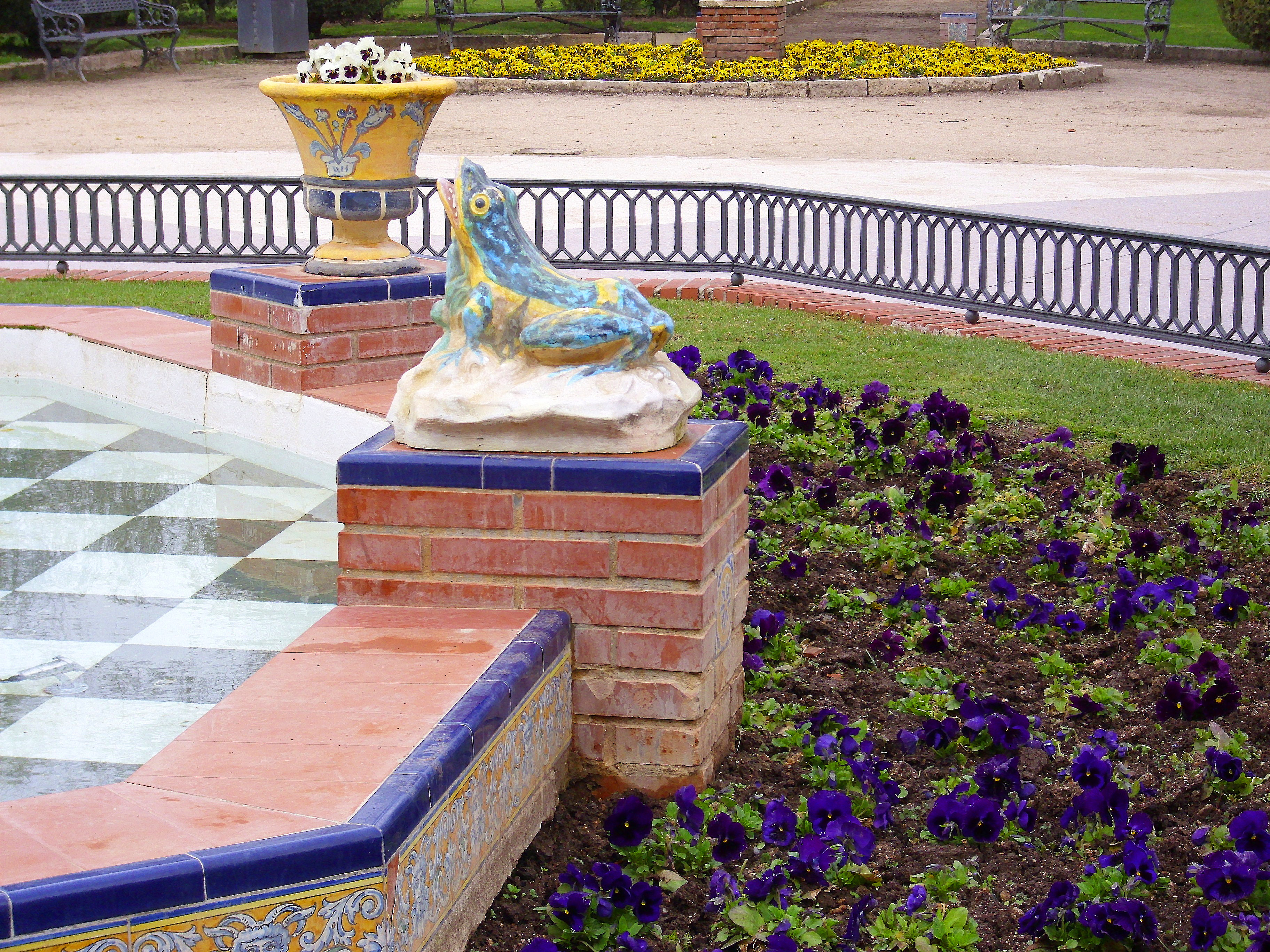
Maceteros y rana

Especímenes del parque Gasset
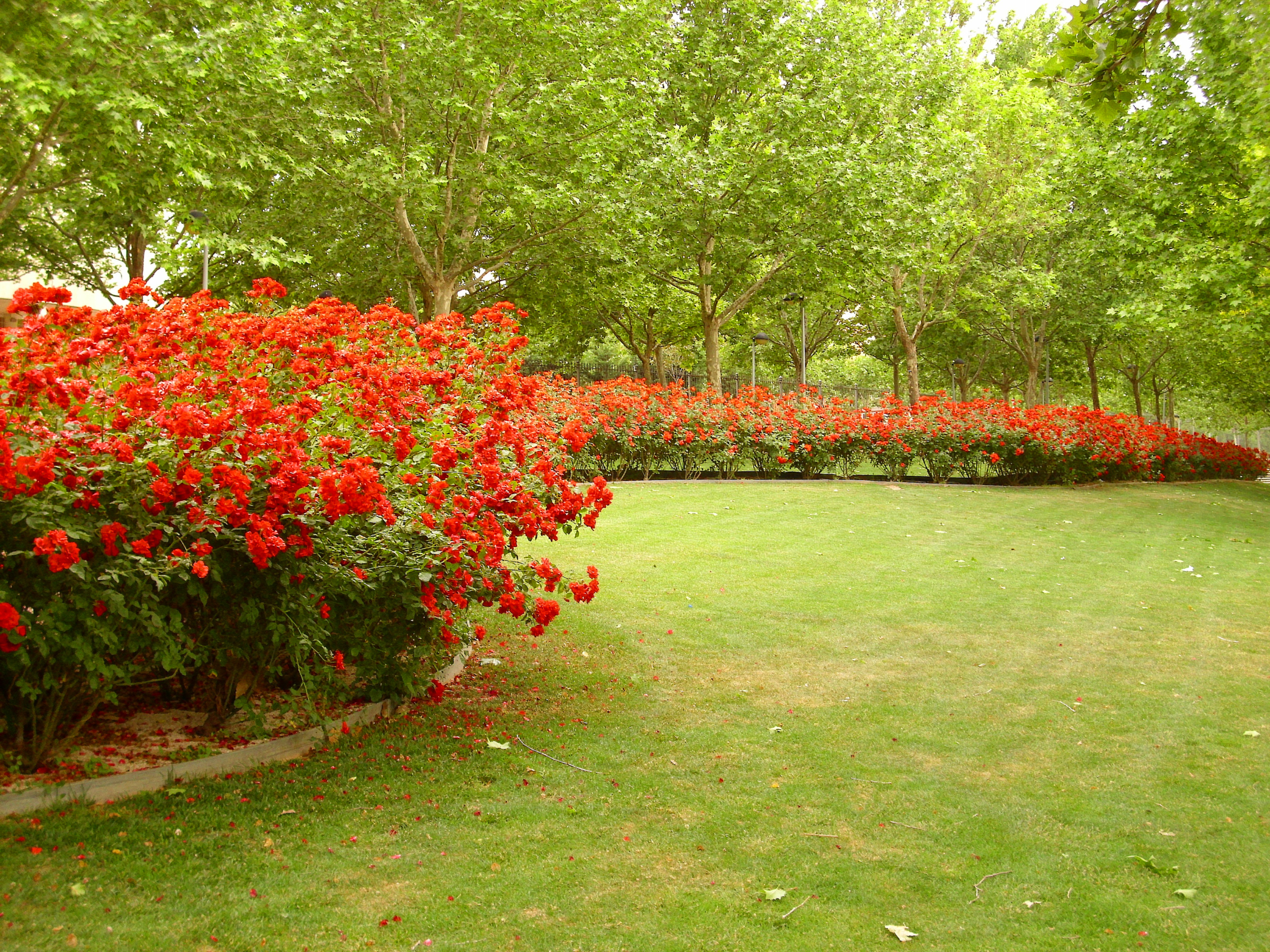
Rosa 'La Sevillana'
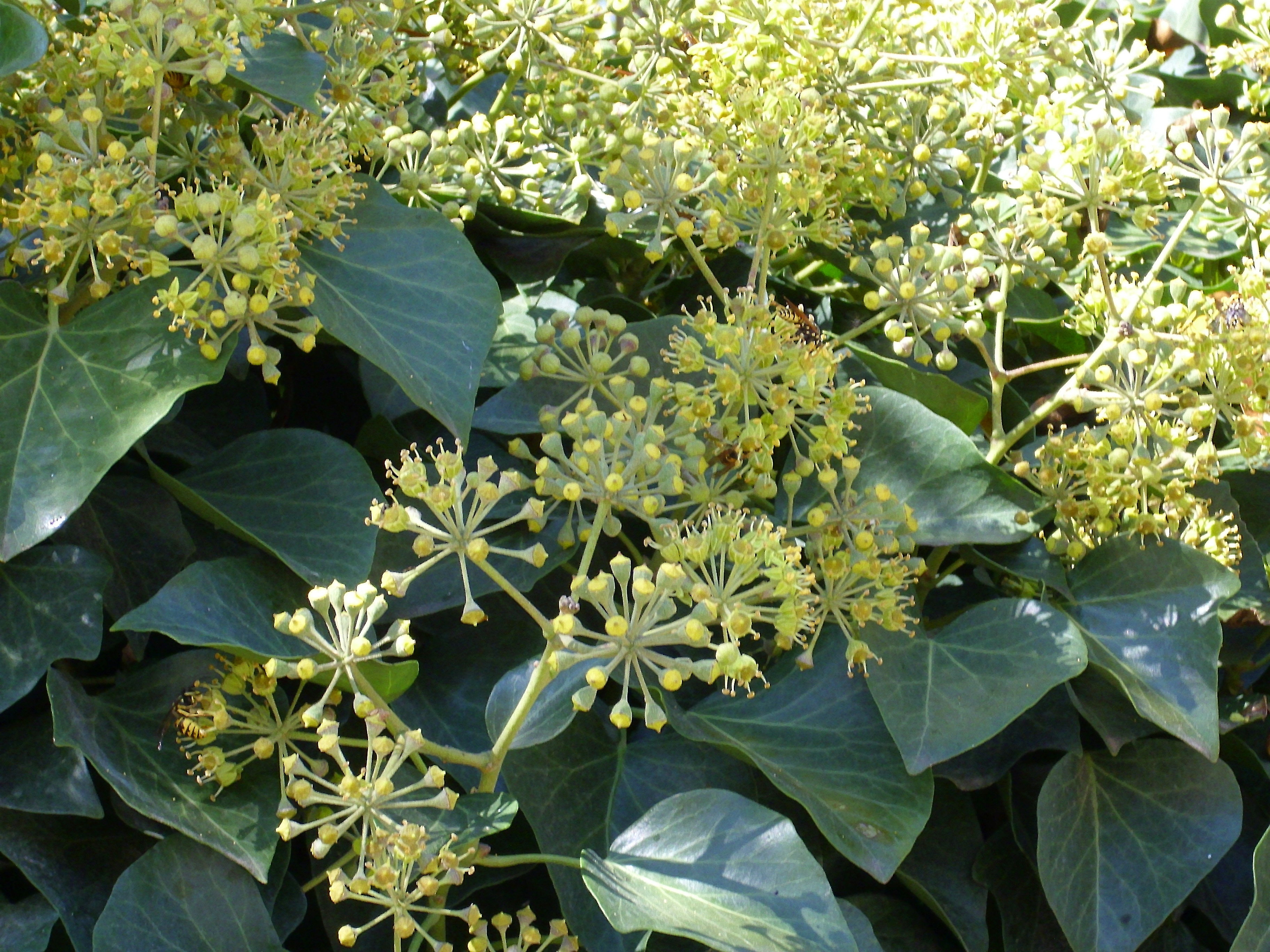
Hedera helix
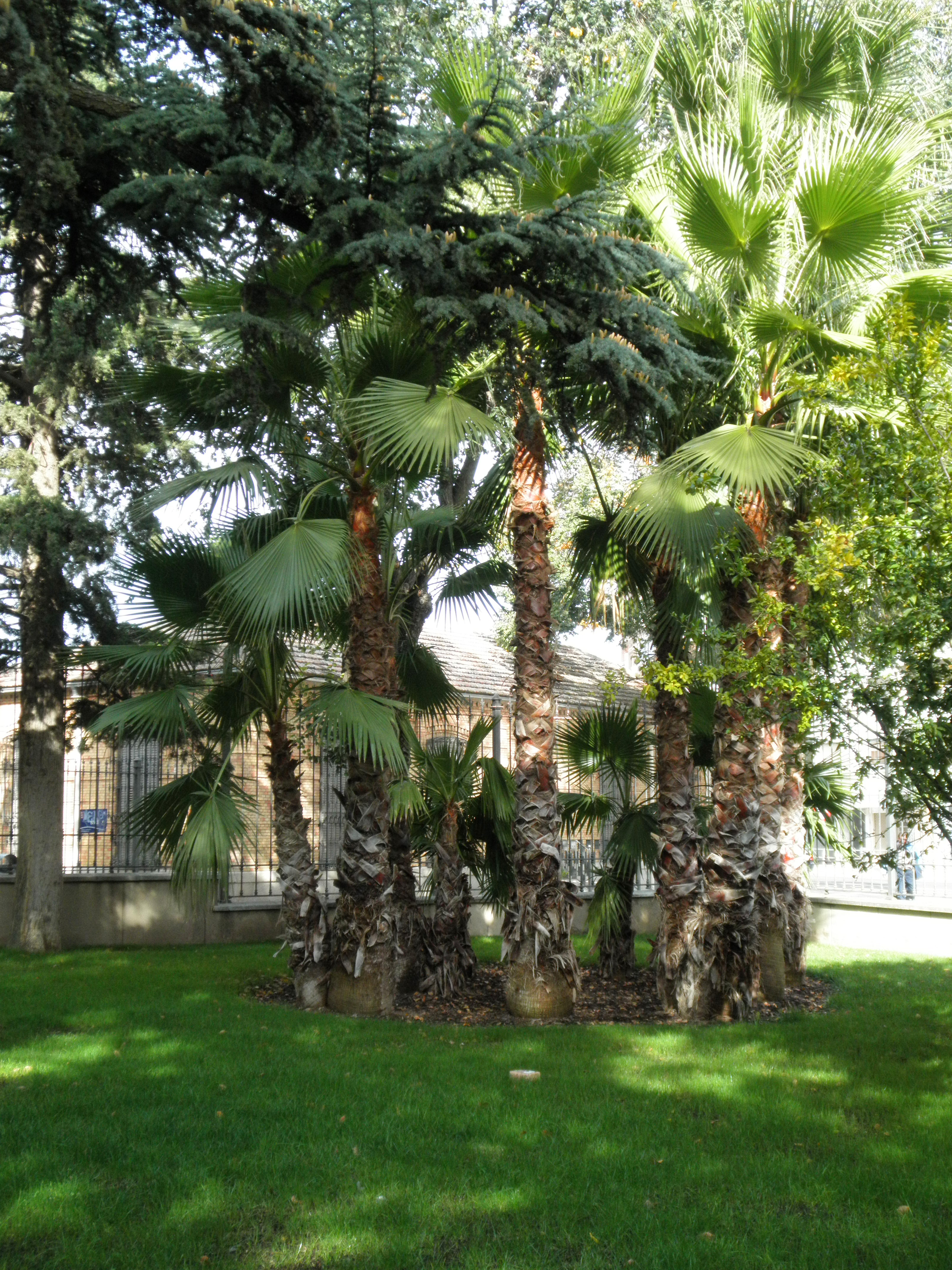
Grupo de palmeras Washingtonia
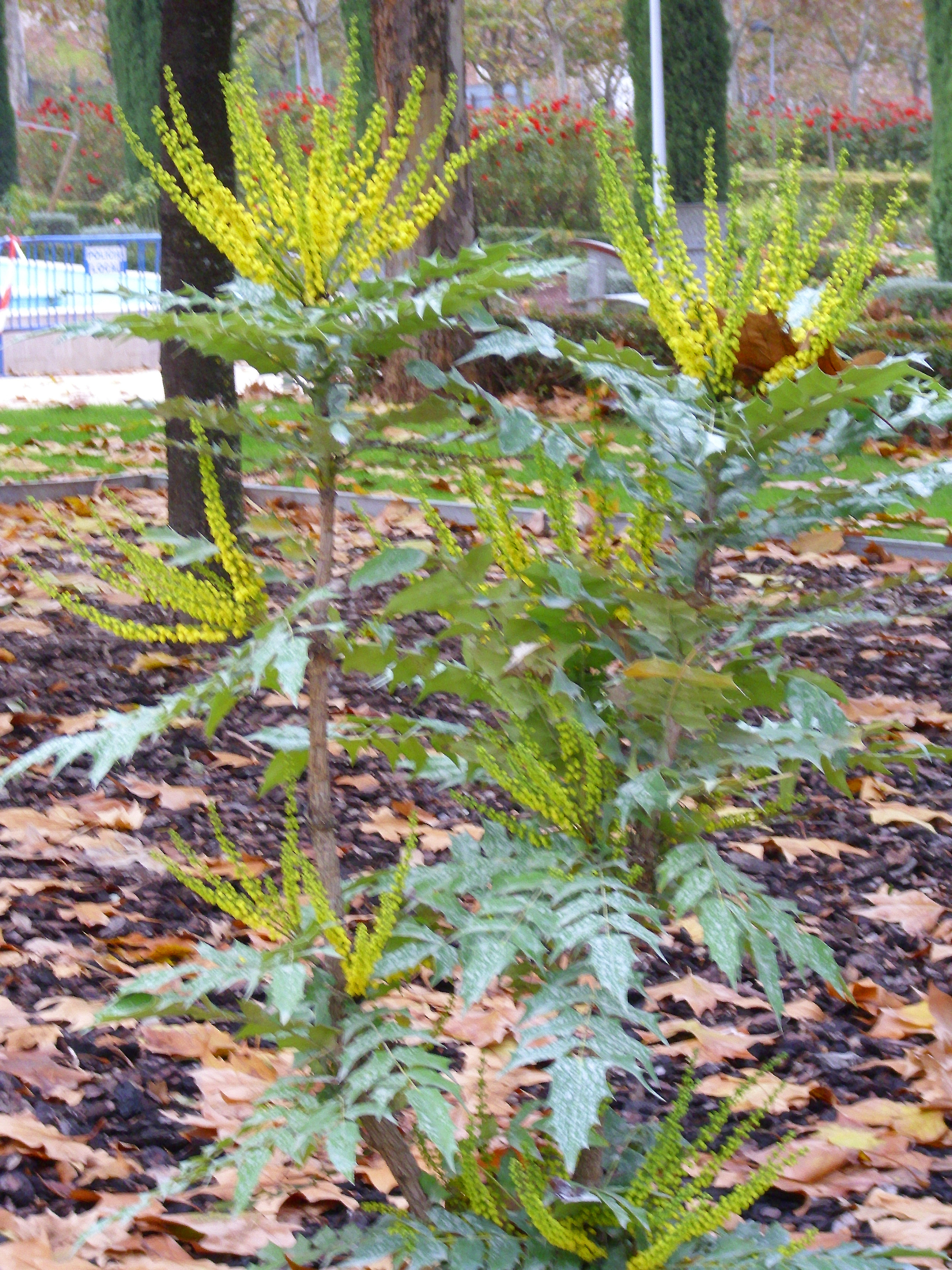
Mahonia × media
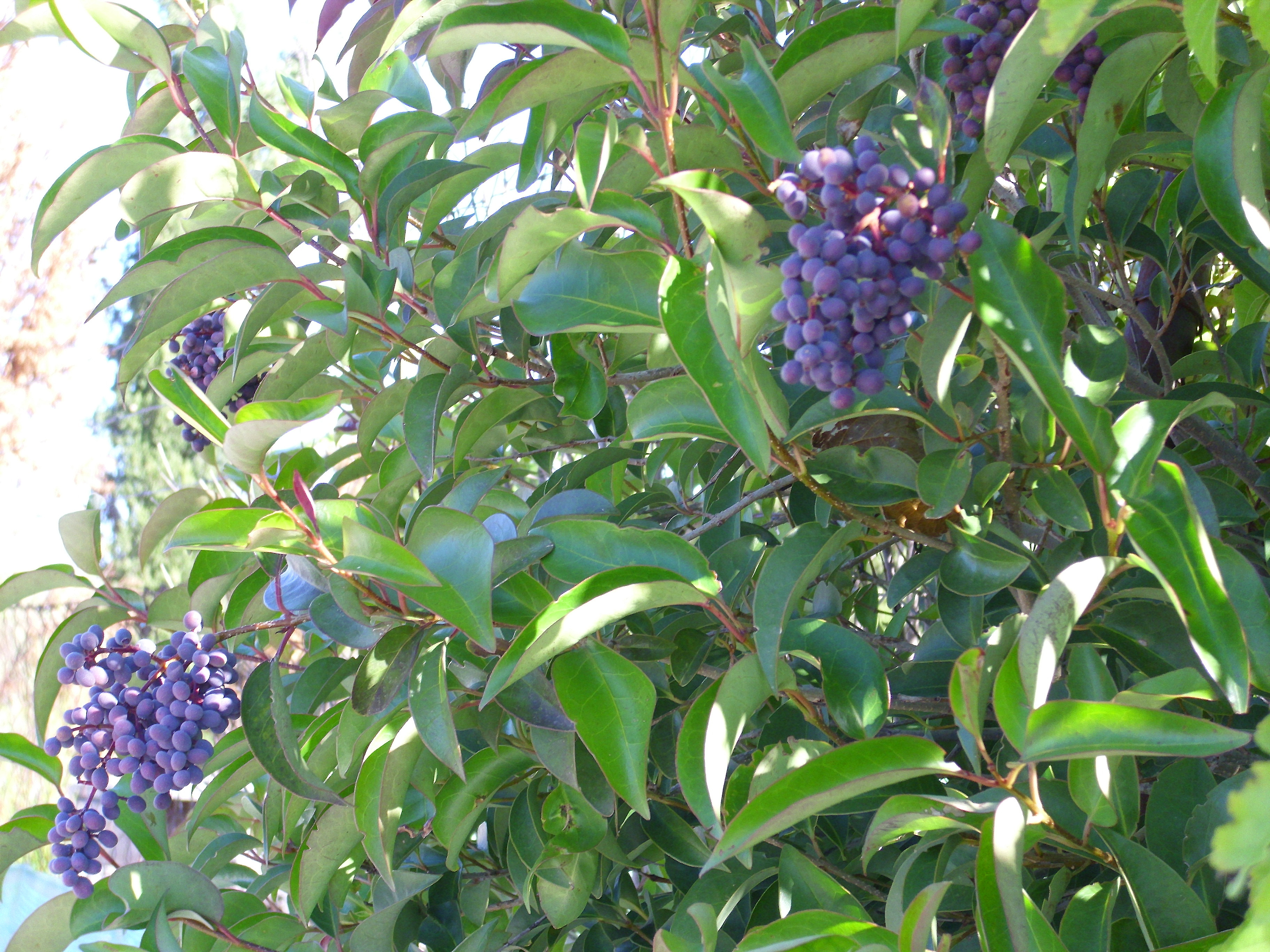
Frutos de Ligustrum lucidum

Vistas del parque Gasset
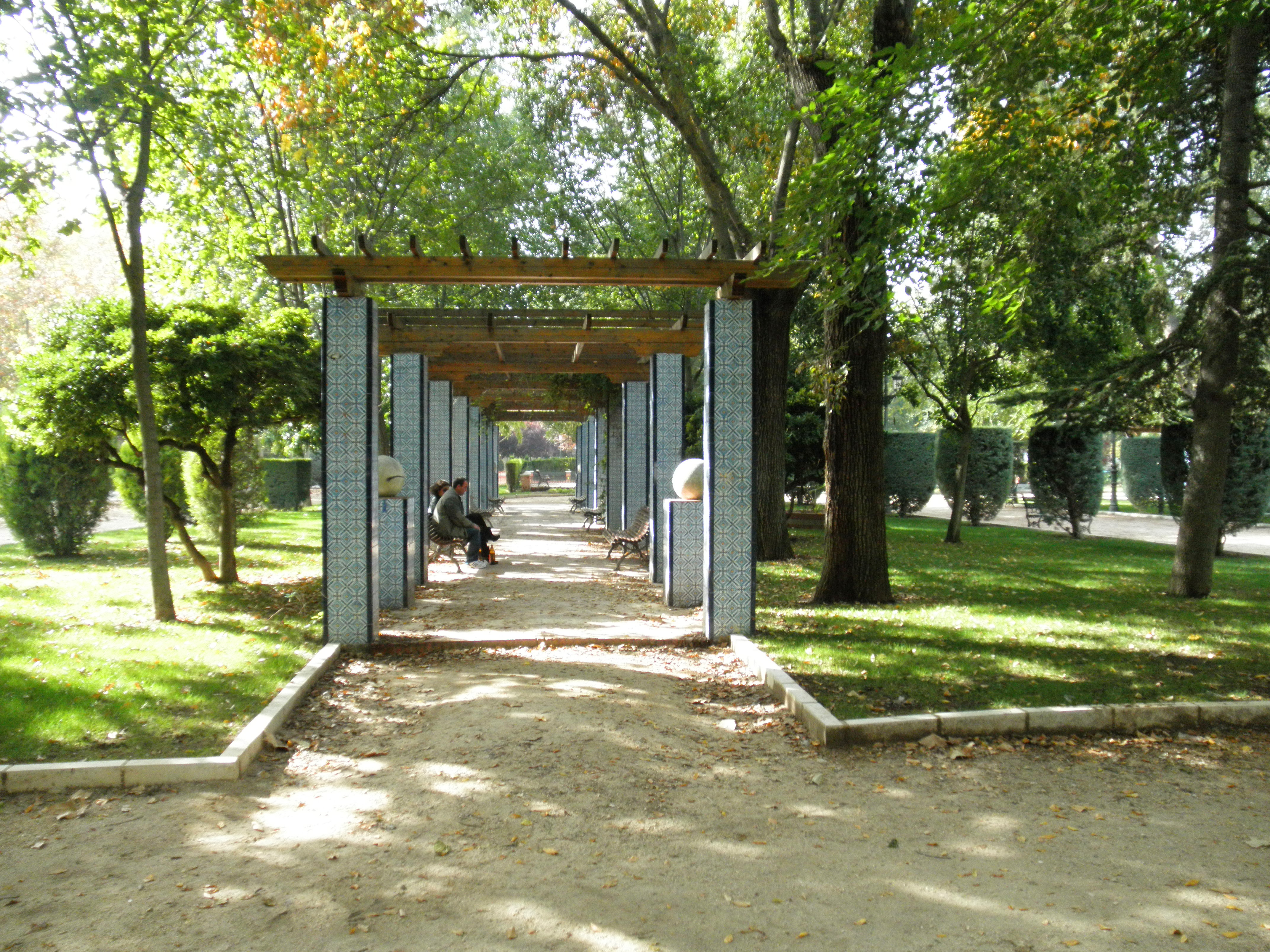
Pérgola
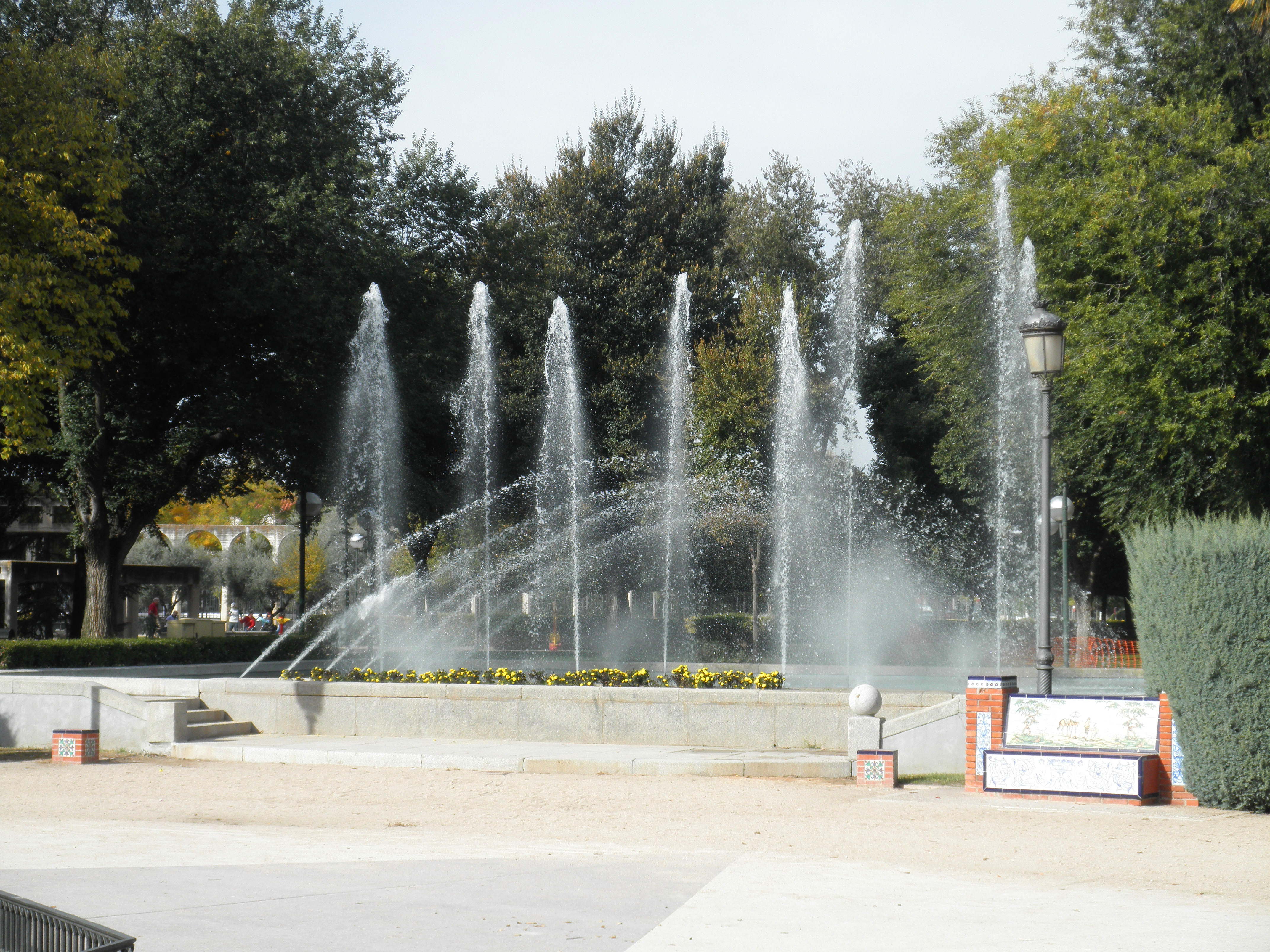
Juegos de agua
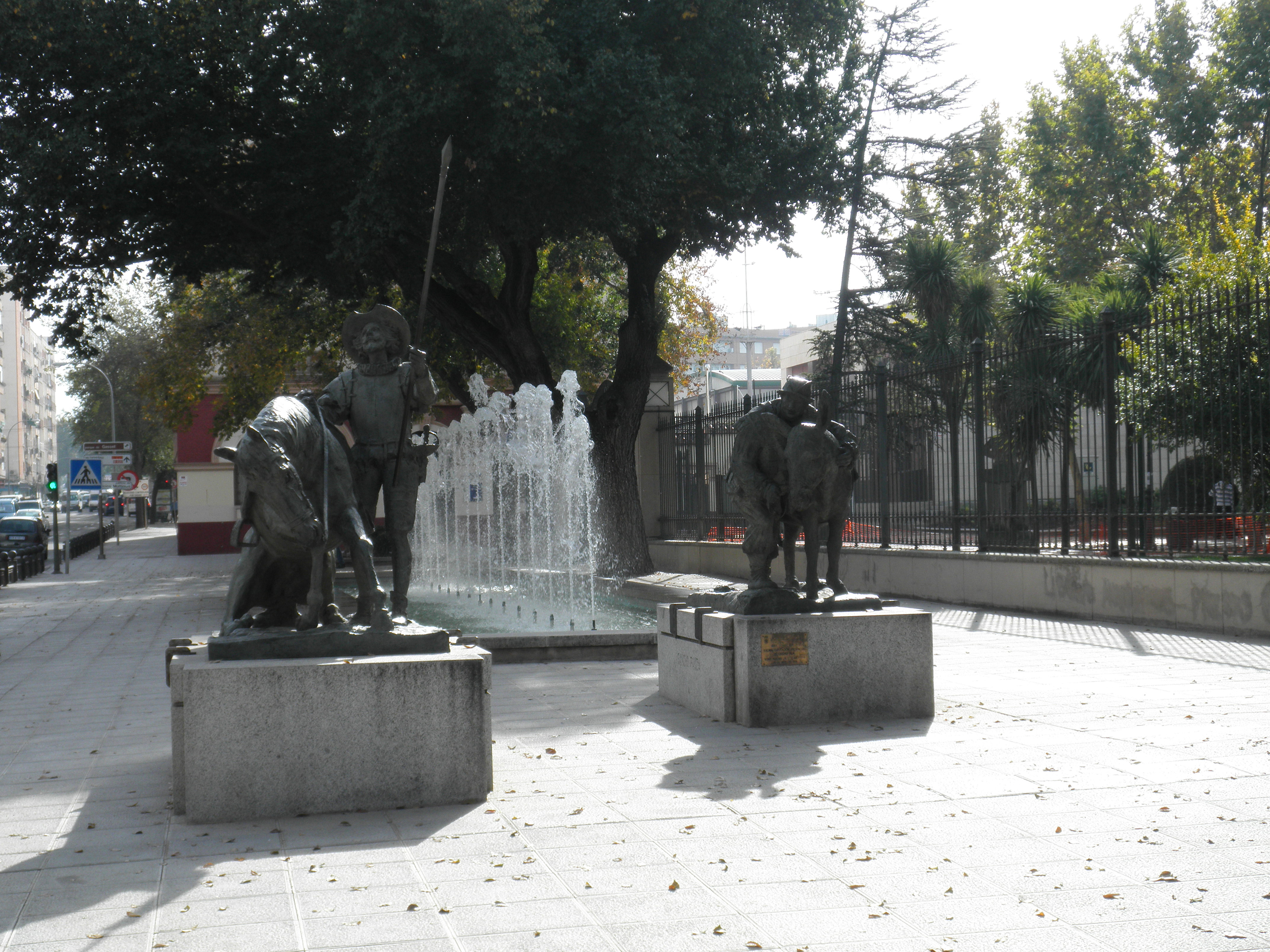
Fuente de Don Quijote y Sancho Panza
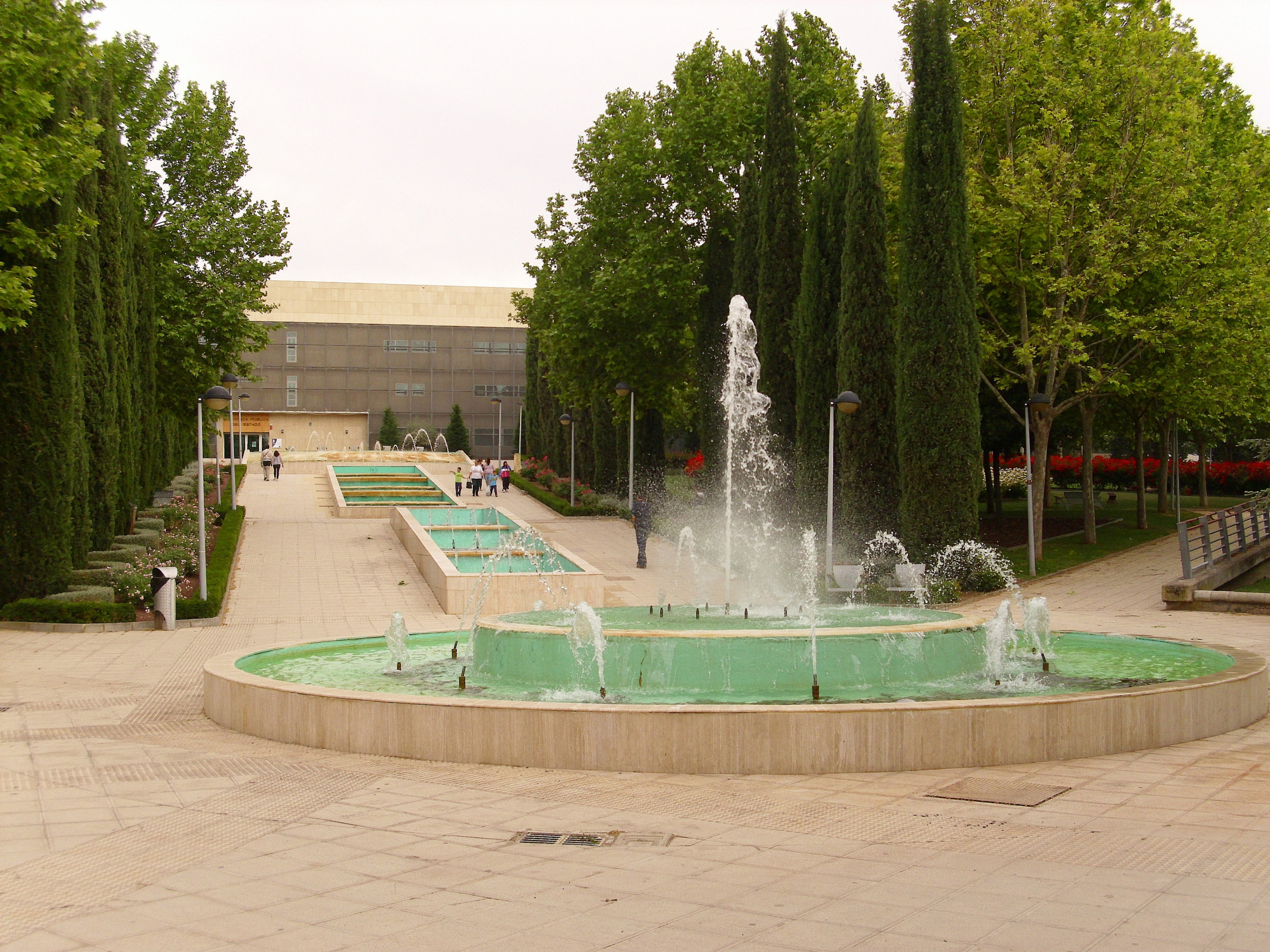
Rampa de la biblioteca municipal

## Equipamientos
- Museo del Quijote
- Biblioteca Pública del Estado
- Salas de exposiciones
- Parque de tráfico
- Pista de bicicletas y monopatín
- Pista polideportiva

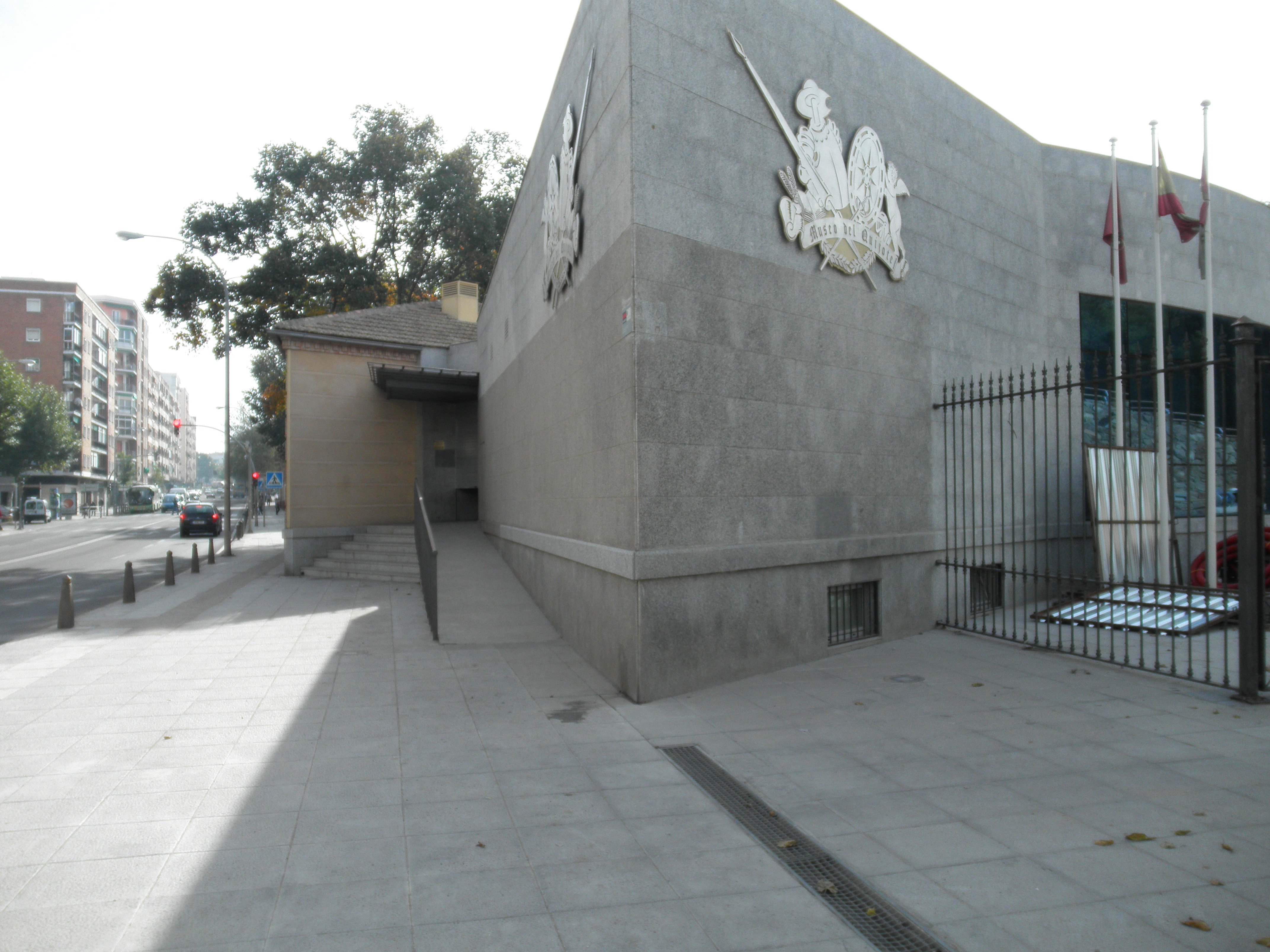
Museo del Quijote

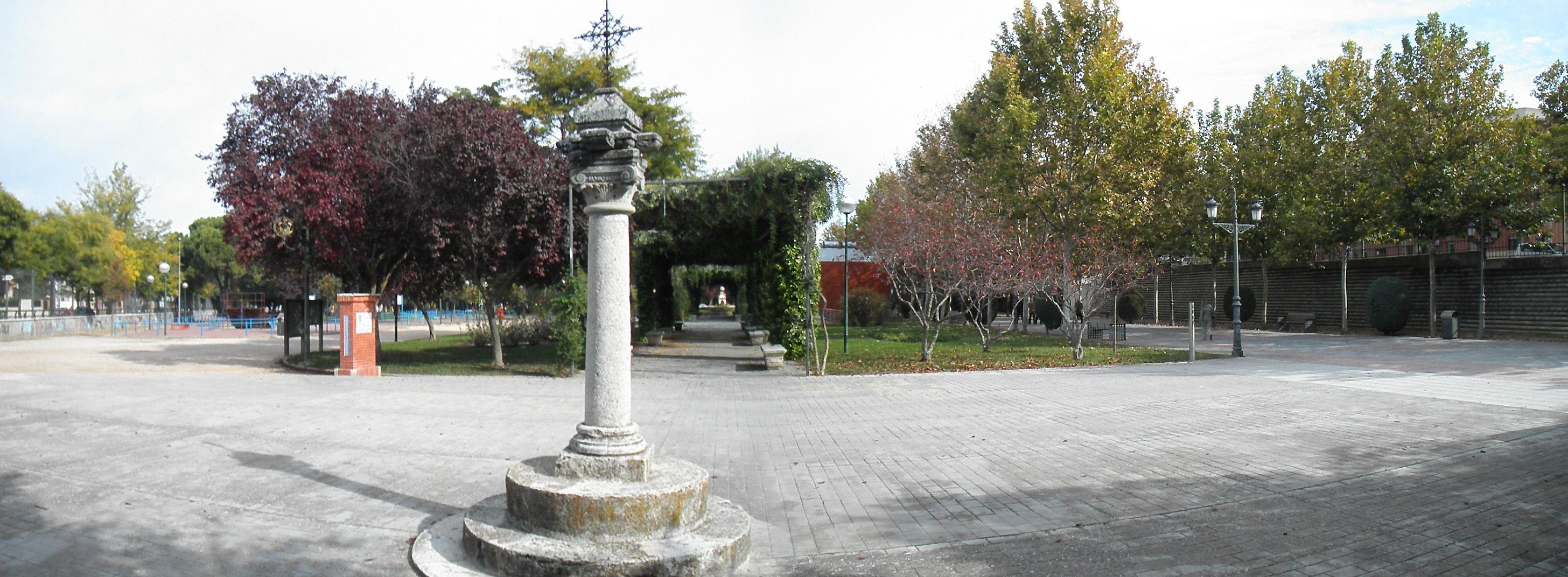
Cruz de los Casados

- Zonas de juegos infantiles y juveniles
- Aparatos de gerontogimnasia
- Zonas para perros
- Bares en el verano